# Gyrinus aquiris
Gyrinus aquiris là một loài bọ cánh cứng trong họ van Gyrinidae. Loài này được LeConte miêu tả khoa học năm 1868.